# 底火

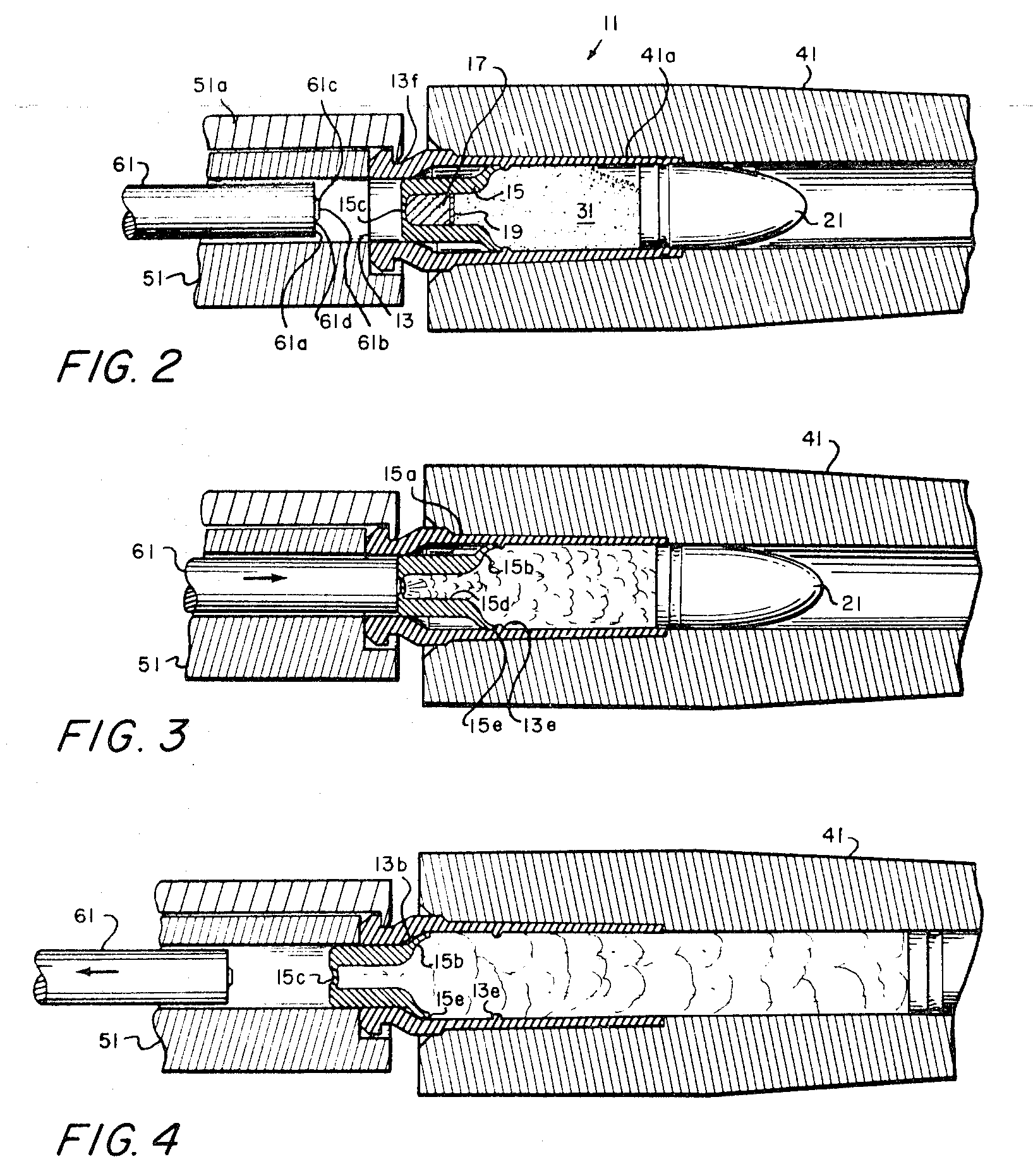

底火（英語：primer）是火器类武器（枪械和火炮）中负责引燃推进药以便驱动抛射物飞出身管的装置。
早期火铳的底火和推进药一样都是黑火药（只不过颗粒较细），使用时倒在枪外的火药池内再用火绳或击打燧石点燃，燃烧的火星通过引火孔进入枪膛后方点燃火药主体发射枪械。因为暴露在外，一旦受潮变湿就很难击发。后期的底火则使用特殊的制造成分，分为用撞击敏感的化学品打火和用电打火两种。枪械上的底火通常使用前者，而且在基本上是定装子弹的一部分，射击时由枪机中的击针冲撞引燃。重型火炮使用的底火则通常是后者，并且是独立于弹体和推进剂以外。如果底火没能成功做到引燃功能，那么弹药就不会被击发，称为“哑弹”。
因为底火通常较小，所产生的能量也不足以将抛射物推出身管，但是却足够让弹头和弹壳分离，导致弹头进入并滞留在身管内，称为“卡弹”（squib load）。卡弹是非常危险的情况，如果没有加以清除就进行随后射击，可以引发炸膛。在卡弹后使用空包弹射击则被认为是影星李国豪拍戏時發生意外身亡的原因。

## 种类
- 中央式底火（centerfire）
- 凸缘式底火（rimfire）
- 针式底火（pinfire）——已淘汰
- 杯式底火 （cupfire）——已淘汰
- 唇式底火（lipfire）——已淘汰
- 乳头式底火（teatfire）——已淘汰
- 火帽（percussion cap）——老式撞发前装枪上仍有使用